# Gymnodinium
Gymnodinium ist eine Gattung von Dinoflagellaten mit etwa 250 Arten, die in Süß- und Meerwasser vorkommen.

## Merkmale
Die Vertreter sind Einzeller. Sie besitzen eine Längsfurche (Sulcus) und eine gürtelartig ausgeprägte Querfurche (Cingulum). Eine Geißel entspringt in der Längsfurche, sie ist lang und reicht über das Zellende hinaus. Die zweite Geißel liegt in der Querfurche und lässt den Einzeller um die Längsachse rotieren und gibt ihm Vorschub. Die Querfurche teilt die Zelle in zwei gleich große Hälften. Bei der Gattung fehlen die reich ornamentierten Zelluloseplatten (Thecen) unter der Zelloberfläche, die für andere Dinoflagellaten charakteristisch sind. Hierbei spricht mann von athekaten Dinoflagellaten. Im Umriss ist die Zelle annähernd oval oder kugelförmig. Im Inneren der Zelle befinden sich ein großer Zellkern und etliche, kleine und meist braune Plastiden. Die Plastiden können je nach Art auch farblos oder andersfarbig sein. Einige Arten besitzen einen Augenfleck.
Die Zellen sind 9 bis 120 Mikrometer lang. Die Arten unterscheiden sich durch die Zellgröße, durch das Größenverhältnis der beiden Zellhälften, durch die Länge der Längsfurche, durch die Form und Abflachung der Zellen und durch das Vorhandensein, die Verteilung und die Farbe der Plastiden.
Die ungeschlechtliche Fortpflanzung erfolgt durch Zweiteilung, durch Bildung von Zoosporen oder durch die Bildung von furchen- und geißellosen Tochterzellen. Die geschlechtliche Fortpflanzung erfolgt durch die Verschmelzung zweier genetisch unterschiedlicher, aber morphologisch gleich gestalteter Geschlechtszellen (Isogamie). Die sich dadurch bildende Dauerzygote keimt später unter Reduktionsteilung.
Manche Arten von Gymnodinium bilden kettenförmige Kolonien, wie z. B. die Art G. impudicum. Zu den kettenartige Arten zählt auch G. catenatum, eine stark giftige Art.

## Vorkommen
Gymnodinium kommt in allen Gewässern vor. Von den über 200 Arten kommen rund 30 im Süßwasser vor. Sie können sich mixotroph ernähren. Häufig kommt es zu Massenauftreten im Frühling.